# Primo ministro del Togo
I primi ministri del Togo dal 1960 (data di indipendenza dall'allora Togoland francese dalla Francia) ad oggi sono i seguenti.

## Lista
| Primo ministro                                        | Primo ministro | Primo ministro         | Partito                               | Elezione | Mandato           | Mandato           | Capi di stato    |
| Primo ministro                                        | Primo ministro | Primo ministro         | Partito                               | Elezione | Inizio            | Fine              | Capi di stato    |
| ----------------------------------------------------- | -------------- | ---------------------- | ------------------------------------- | -------- | ----------------- | ----------------- | ---------------- |
|                                                       |                | Sylvanus Olympio       | Comitato dell'Unità Togolese          |          | 27 aprile 1960    | 12 aprile 1961    | Sylvanus Olympio |
| Carica abolita (dal 12 aprile 1961 al 27 agosto 1991) |                |                        |                                       |          |                   |                   |                  |
|                                                       |                | Joseph Kokou Koffigoh  | Coordinamento delle Nuove Forze       |          | 27 agosto 1991    | 23 aprile 1994    | Étienne Eyadéma  |
|                                                       |                | 'Edem Kodjo            | Unione Togolese per la Democrazia     | 1994     | 23 aprile 1994    | 20 agosto 1996    | Étienne Eyadéma  |
|                                                       |                | Kwassi Klutse          | Raggruppamento del Popolo Togolese    | 1994     | 20 agosto 1996    | 21 maggio 1999    | Étienne Eyadéma  |
|                                                       |                | Eugene Koffi Adoboli   | Raggruppamento del Popolo Togolese    | 1999     | 21 maggio 1999    | 31 agosto 2000    | Étienne Eyadéma  |
|                                                       |                | Agbéyomé Kodjo         | Raggruppamento del Popolo Togolese    | 1999     | 31 agosto 2000    | 29 giugno 2002    | Étienne Eyadéma  |
|                                                       |                | Koffi Sama             | Raggruppamento del Popolo Togolese    | 2002     | 29 giugno 2002    | 9 giugno 2005     | Étienne Eyadéma  |
| Faure Gnassingbé                                      |                | Koffi Sama             | Raggruppamento del Popolo Togolese    | 2002     | 29 giugno 2002    | 9 giugno 2005     |                  |
| Bonfoh Abass                                          |                | Koffi Sama             | Raggruppamento del Popolo Togolese    | 2002     | 29 giugno 2002    | 9 giugno 2005     |                  |
| Faure Gnassingbé                                      |                | Koffi Sama             | Raggruppamento del Popolo Togolese    | 2002     | 29 giugno 2002    | 9 giugno 2005     |                  |
|                                                       |                | Edem Kodjo             | Convergenza Patriottica Panafricana   | 2002     | 9 giugno 2005     | 20 settembre 2006 |                  |
|                                                       |                | Yawovi Agboyibo        | Comitato d'Azione per il Rinnovamento | 2002     | 20 settembre 2006 | 6 dicembre 2007   |                  |
|                                                       |                | Komlan Mally           | Raggruppamento del Popolo Togolese    | 2007     | 6 dicembre 2007   | 8 settembre 2008  |                  |
|                                                       |                | Gilbert Houngbo        | Convergenza Patriottica Panafricana   |          | 8 settembre 2008  | 23 luglio 2012    |                  |
|                                                       |                | Kwesi Ahoomey-Zunu     | Indipendente                          | 2013     | 23 luglio 2012    | 5 giugno 2015     |                  |
|                                                       |                | Komi Sélom Klassou     | Unione per la Repubblica              |          | 5 giugno 2015     | 25 settembre 2020 |                  |
|                                                       |                | Victoire Tomegah Dogbé | Unione per la Repubblica              |          | 28 settembre 2020 | in carica         |                  |